# Marcus Bettinelli
Marcus Bettinelli, född 24 maj 1992, är en engelsk fotbollsmålvakt som spelar för Manchester City i Premier League.

## Karriär
Den 10 september 2020 lånades Bettinelli ut av Fulham till Middlesbrough på ett låneavtal över säsongen 2020/2021.
Den 28 juli 2021 värvades Bettinelli till Premier League-klubben Chelsea, där han skrev på ett kontrakt som varar fram till juni 2023.